# Bauform
Als Bauform bezeichnet man in der Architektur das Erscheinungsbild bzw. das grundlegende gestalterische oder räumliche Konzept eines Bauwerks oder Bauteils. Dabei zielt die Bezeichnung auf eine bautypologische Einordnung, also das Einordnen eines Bauwerks in eine bestimmte Kategorie oder Gruppe von Gebäuden.
Die Bauform ist Ausdruck der jeweiligen Kultur, ihrer Lebensart und der Verfügbarkeit von Baustoffen.
Im Gegensatz zur gestalterischen Bauform beschreibt die technische Bauweise eines Bauwerks die bei der Konstruktion verwendeten Baustoffe und Technologien (differenziert z. B. nach Tragwerk und Montage der Bauteile).

## Beispiele
- Bauformen von Bauwerken
  - Bungalow und Hochhaus
  - Einzelhaus und Reihenhaus
  - Zentralbau und Longitudinalbau im Kirchenbau
- Bauformen von Bauteilen im Bauwesen
  - Dachformen: Flachdach, Satteldach, Walmdach
  - Erschließung im Wohnungsbau: Einspänner, Zweispänner, Laubenganghaus

## Verwandte Begriffe
- Die Form eines Bauwerks oder Gebäudeform wird Kubatur genannt.
- Im Automobilbau verwendet man Karosseriebauformen.
- Bei Halbleiter- oder Elektronikbauteilen gibt es Gehäuse-Formen